# Babgulyás
A babgulyás babból, húsból és burgonyából készült népszerű magyar (katona)étel. Leginkább a honvédség élelmezési gyakorlatából ismert.

## Elkészítése
Először vizet teszünk fel melegíteni. Utána rakunk fel krumplit, majd pirospaprikával és fűszerrel megszórjuk az ételt, ettől nyeri el a lé piros színű alakját. Majd végül hozzátesszük a húst és a babot. Ritka esetben a babgulyáshoz csipetkét is lehet rakni.
Általában kenyérrel tálaljuk.